# 笹原正三

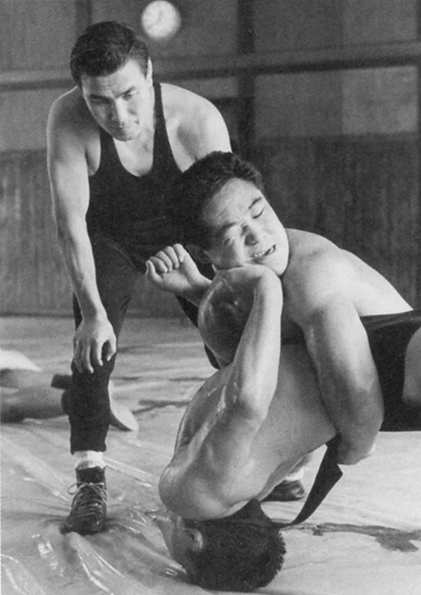
笹原正三（左）和渡邊長武（右上）。

笹原正三（日语：／ Sasahara Shōzō，1929年7月28日—2023年3月5日）是一名日本男子摔跤運動員，曾於1954年獲得世界冠軍，並代表日本參加1956年夏季奧林匹克運動會摔跤比賽，獲得男子自由式次羽量級金牌。他是1956年奧運會日本代表團掌旗官。在笹原的職業生涯中，他贏得大約200場比賽。從比賽中退役後，他作為國家教練工作。他的學員中包括1964年夏季奧運會摔跤比賽男子自由式次羽量級金牌的渡邊長武。
笹原被認為在1980年設計了「捆綁式網球」，這是一種在小尺寸球場上進行的網球運動形式。1981年，他成為日本捆綁式網球協會的創始主席。1989年至2003年間，笹原是日本摔跤協會的主席。多年來，他還擔任過國際角力總會（FILA）的副主席，後來被任命為其名譽副主席。2006年，他被選入FILA國際摔跤名人堂。
笹原於2023年3月5日逝世，享年93歲。